# Charles-Amédée-Philippe van Loo

Charles-Amédée-Philippe van Loo; Selbstporträt

Charles-Amédée-Philippe van Loo (* 25. August 1719 in Rivoli; † 15. November 1795 in Paris) war ein französischer Maler von Porträts und allegorischen Szenen.

## Leben
Charles-Amédée-Philippe van Loo (genannt Amédée) wuchs in Italien, Südfrankreich und Paris auf. Er studierte bei seinem Vater Jean-Baptiste van Loo in Turin und Rom. Seine Mutter war Marguerite Lebrun (geboren 1687). 1738 gewann er in Paris den Prix de Rome der Pariser Akademie. Danach war er im Heimatort der Familie in Aix-en-Provence, bevor er 1745 nach Paris zurückkehrte. 1747 wurde er in die königliche Akademie der Künste aufgenommen. Im selben Jahr heiratete er seine Cousine Marie-Marguerite Lebrun, die Tochter des Malers Michel Lebrun. Wegen der engen verwandtschaftlichen Verhältnisse musste er eine päpstliche Dispens für die Heirat einholen. 1748 wurde er Maler am Hof von Friedrich dem Großen in Berlin und blieb bis 1758, als ihm der preußische König erlaubte während des Siebenjährigen Kriegs (in dem Frankreich und Preußen Kriegsgegner waren) in seine Heimat nach Paris zurückzukehren. Nach Ende des Krieges 1763 kehrte er nach Berlin zurück und arbeitete wieder für Friedrich den Großen. Auch nach seiner Rückkehr nach Frankreich 1769 erhielt er eine jährliche Pension des Königs. In Paris stellte er regelmäßig bis an sein Lebensende in den Salons aus.

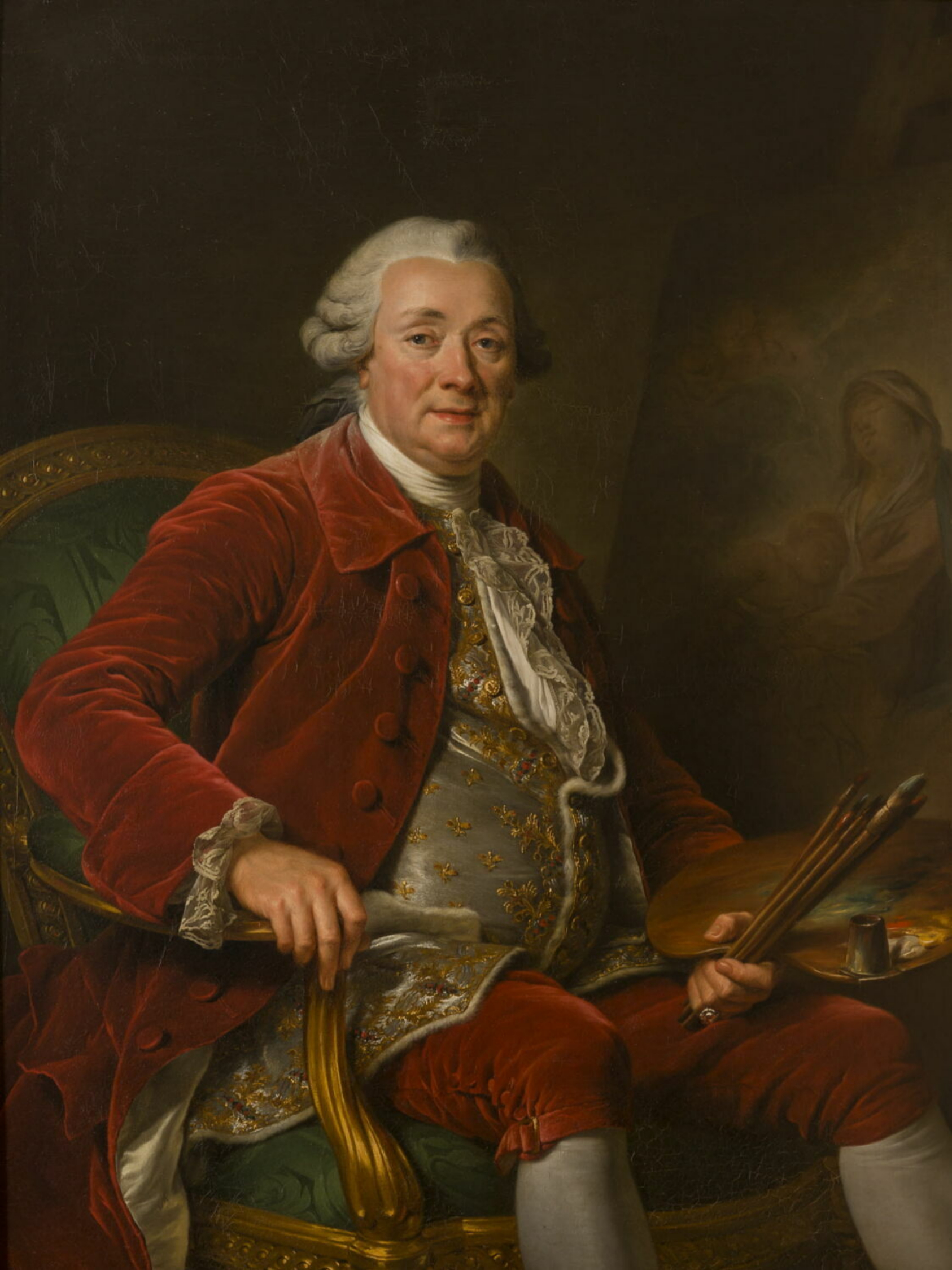
Porträt von Charles-Amédée-Philippe van Loo von Adélaïde Labille-Guiard, 1785

Nach seiner Ankunft in Berlin malte er vorwiegend Porträts, nachdem er mit Porträts seiner eigenen Kinder (gemalt für die Prinzessin Amalie von Preußen) großen Erfolg hatte. Im Schloss Oranienburg hängt ein großes Portrait der Luise Amalie aus dem Jahr 1765.
In der Malweise benutzte er die Van Loo Palette seines Vaters – zwei dominante Gegenfarben und ansonsten neutrale Farbtöne. Er bediente sich gern Techniken des Trompe-l’œil und war später von holländischer Genremalerei beeinflusst (Familie van Mieris). Beispielsweise gibt es in der National Gallery in Washington D.C. das Gemälde Die Camera Obscura (1764) von ihm und das Gemälde Seifenblasen (1764), beide zeigen die Personen innerhalb eines ovalen Rahmens. Die Gemälde zeigen auch sein Interesse am wissenschaftlichen Fortschritt der damaligen Zeit. Ein Porträt Friedrichs des Großen in lorbeerbekranztem ovalem Rahmen (auf einem Mauersockel) von 1767 fand durch Radierungen von Daniel Chodowiecki weitere Verbreitung.

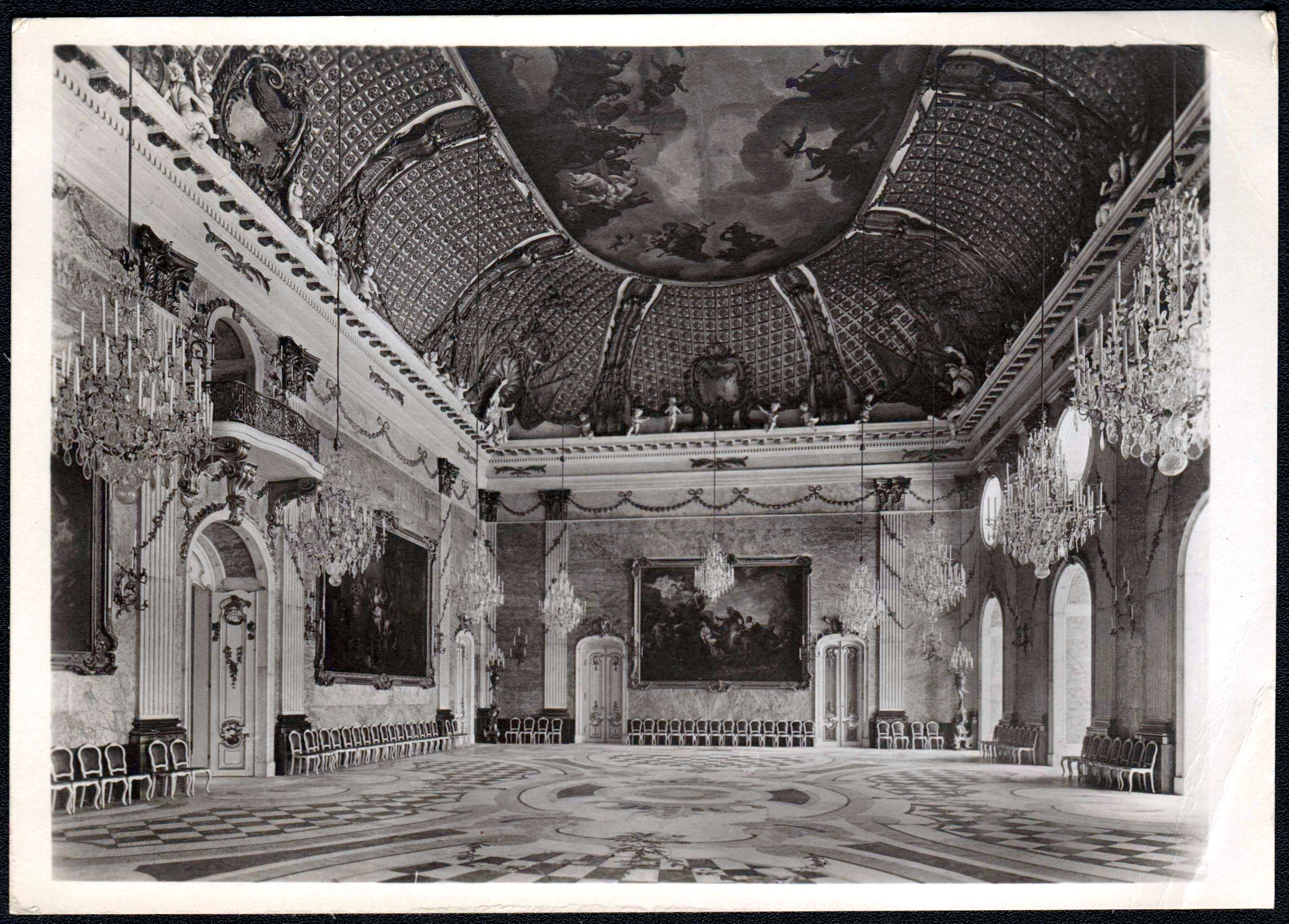
Neues Palais, Potsdam, Marmorsaal

Das Deckengemälde Die Erhebung des Großen Kurfürsten in den Olymp (1751; Kriegsverlust) im Marmorsaal des Stadtschlosses in Potsdam stammte von ihm, ebenso das Deckengemälde Die Einführung des Ganymed in den Olymp (1768) im Marmorsaal des Neuen Palais in Potsdam. 
Auch seine Brüder François van Loo (1708–1732) und Louis-Michel van Loo (1707–1771) waren Maler. Seine Mutter war ebenfalls Malerin und Miniaturistin.

## Galerie
(Auswahl)

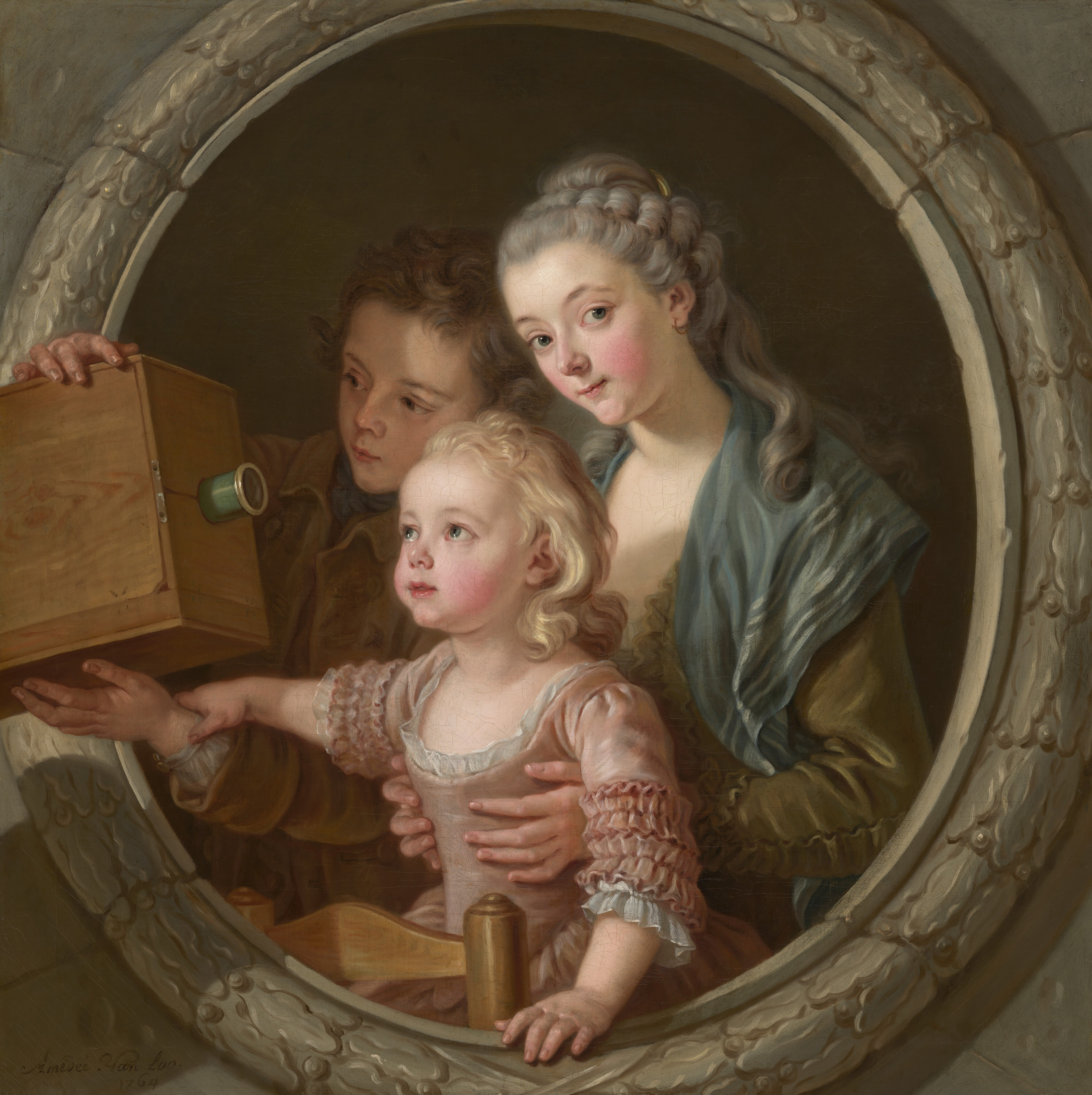
Camera Obscura (1764)
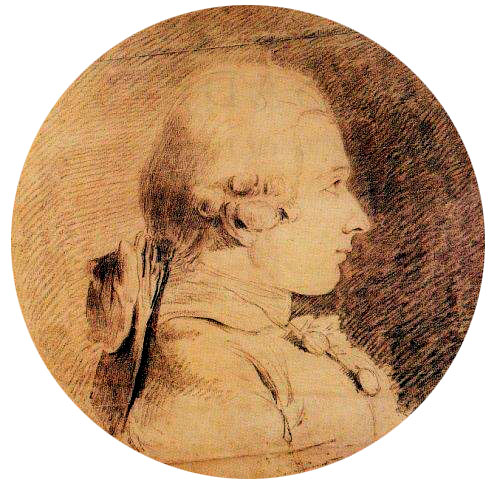
Marquis de Sade (1760)
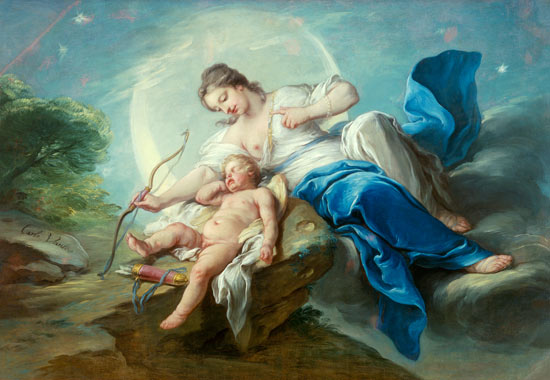
Diana entwaffnet Amor
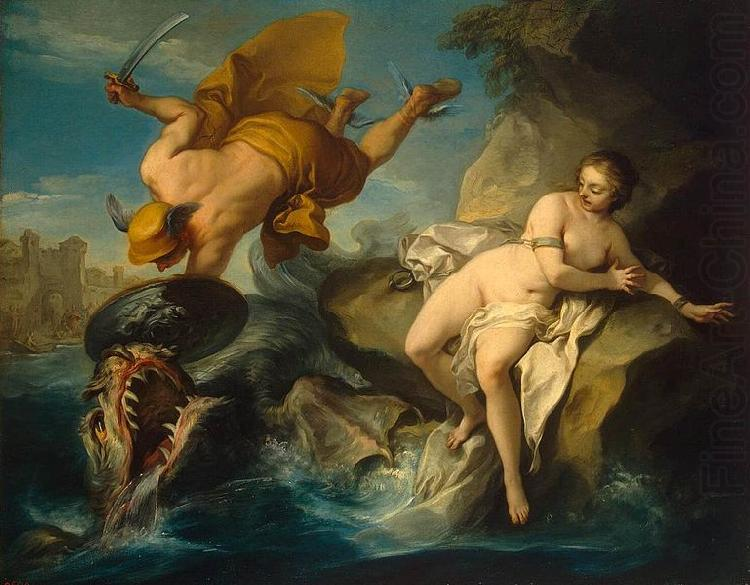
Perseus und Andromeda
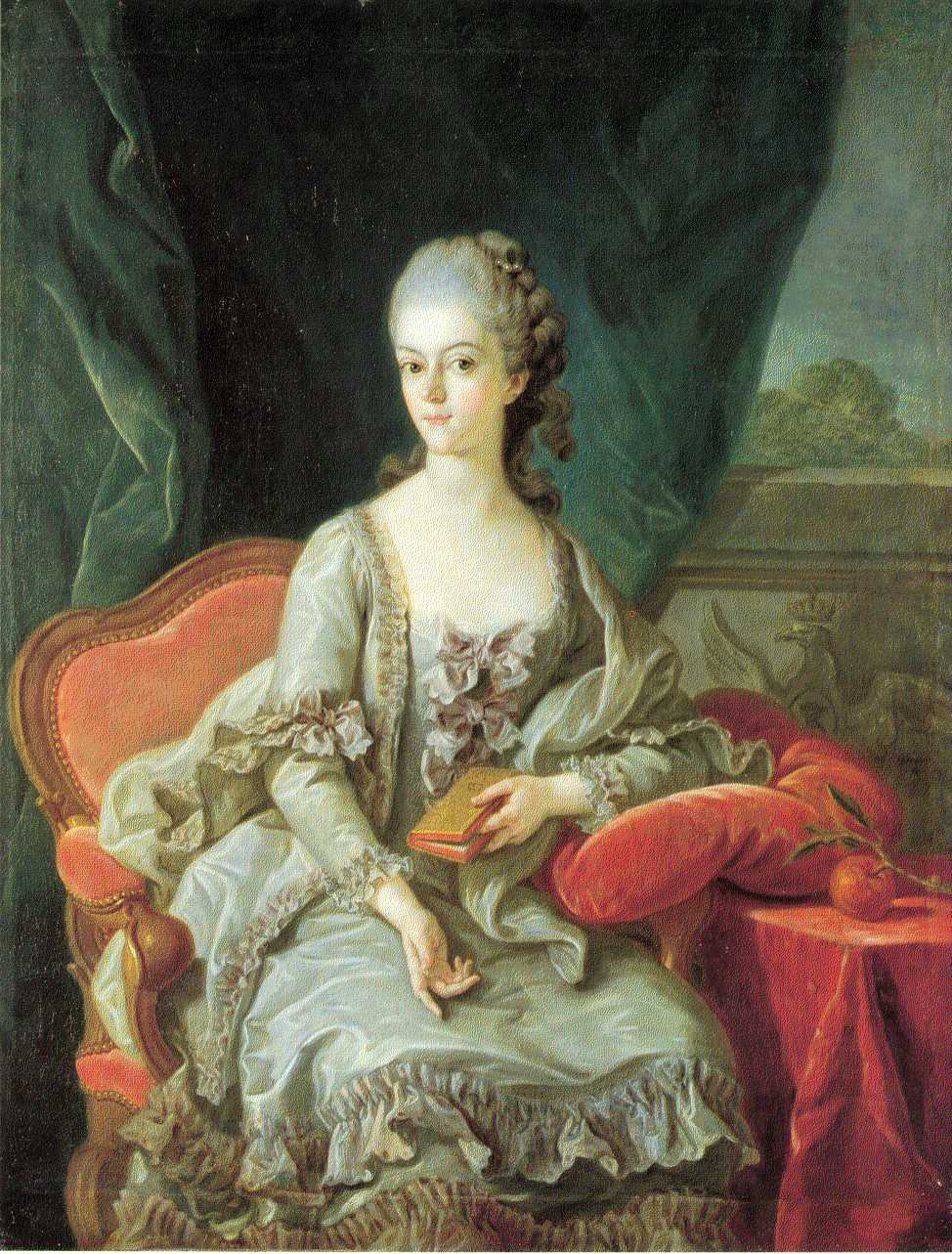
Wilhelmine von Hessen-Kassel (1767)
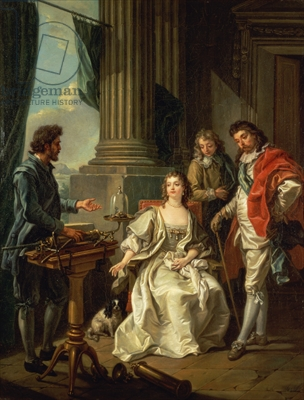
Luftdruck Experiment
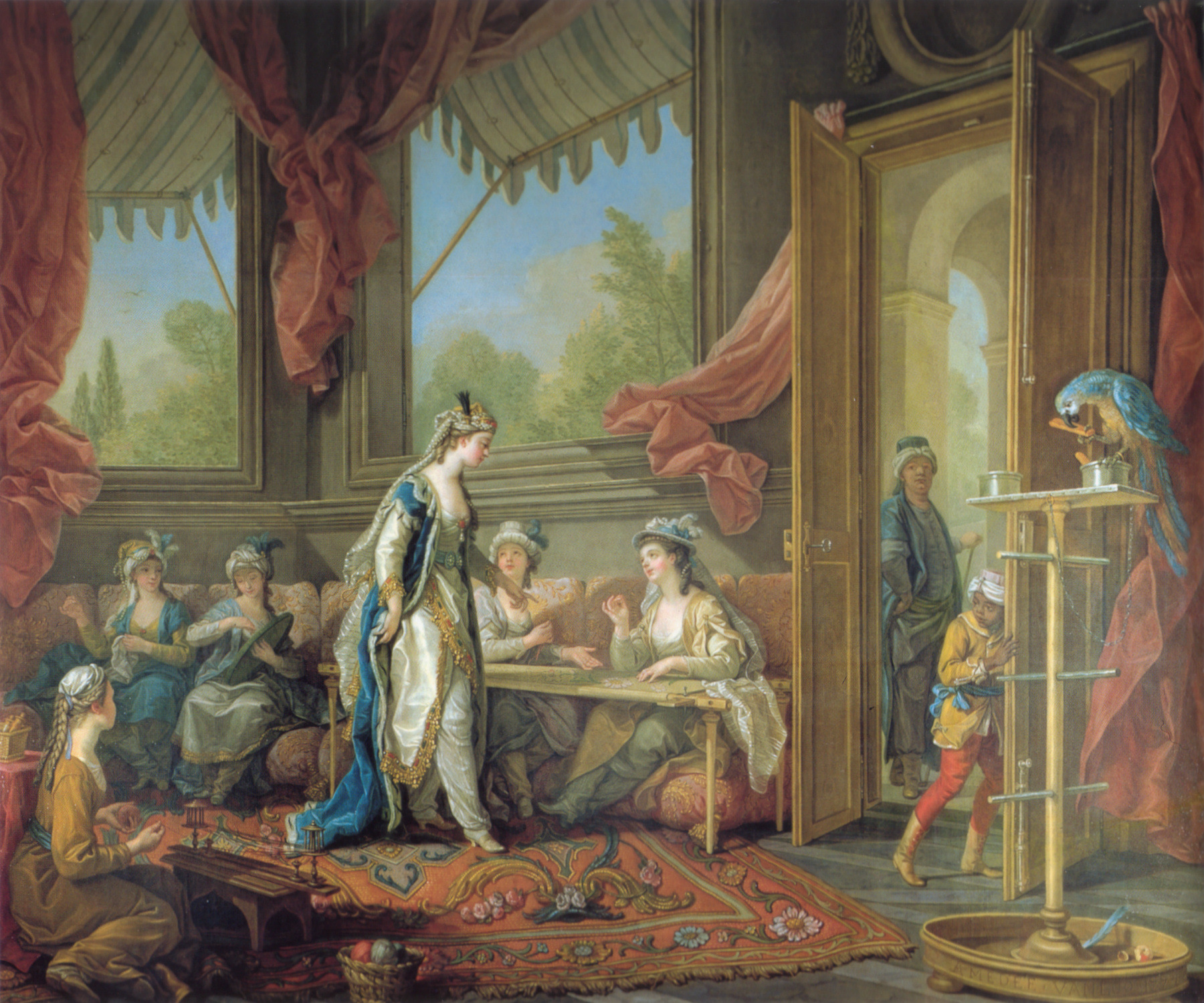
Die Sultanin weist den Odalisken ihre Arbeit zu
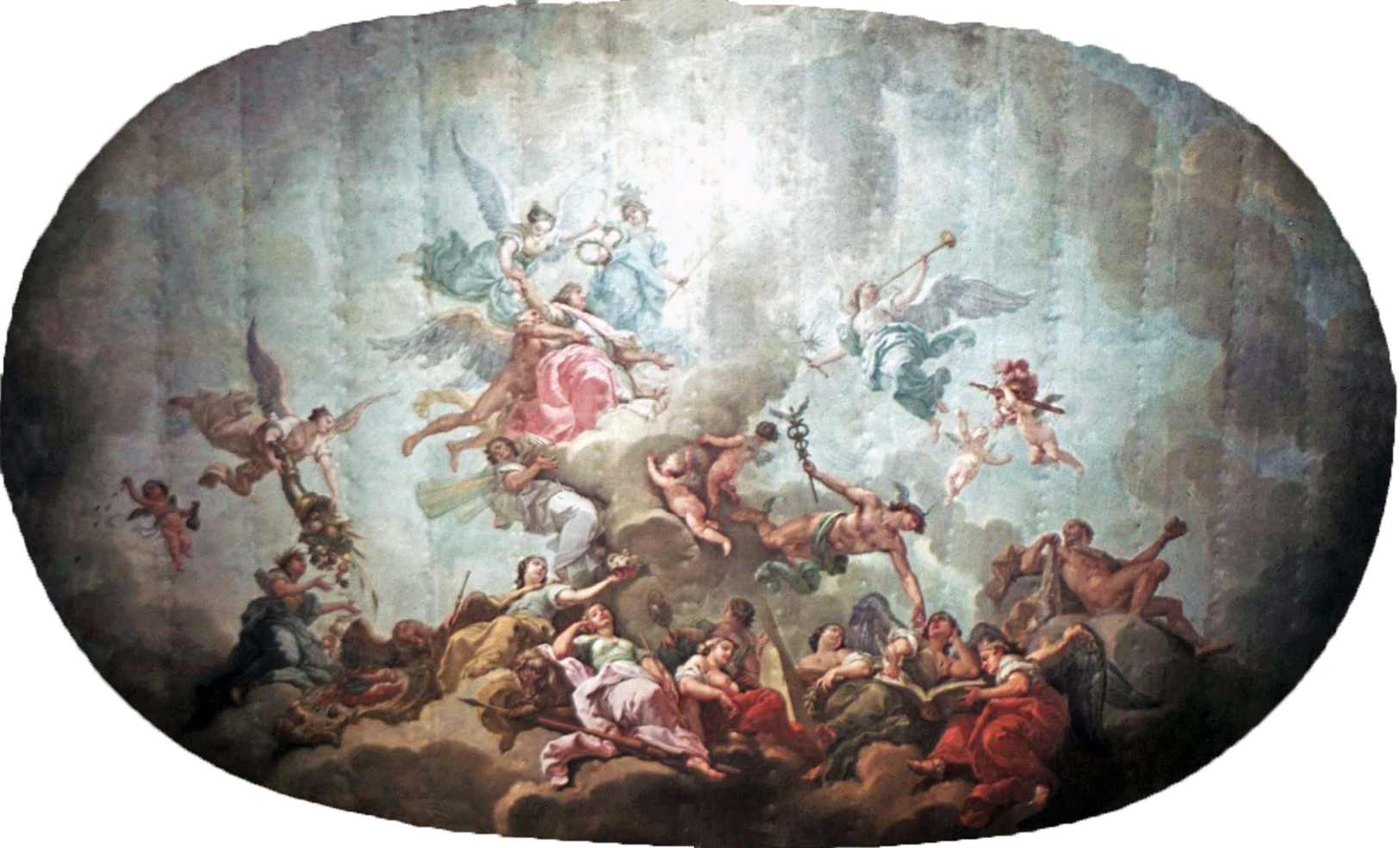
Die Erhebung des Großen Kurfürsten in den Olymp, 1751, Kriegsverlust